# 1961年ゴールズボロ空軍機事故
1961年ゴールズボロ空軍機事故は、1961年1月24日にアメリカ合衆国ノースカロライナ州で起こった飛行機事故である。
マーク39核爆弾2発を搭載したアメリカ空軍のB-52 ストラトフォートレス爆撃機が空中分解し、その過程で搭載されている核兵器が地表に落下した。機長は乗組員に高度2,700メートルからの脱出を指令し、5人は脱出後に着地したが、1人は着地時に生存しておらず、2人は衝突によって死亡した。2013年に新しく情報が公にされて以降もこの事件についての論争は続いており、2発のうちの1発は工学的に些細な偶発的要因を満たせば十分に（核分裂及び核融合）爆発し得る可能性があったと疑われている。

## 事故
事故機となるシーモア・ジョンソン空軍基地（ゴールズボロ）に所属するB-52G爆撃機は、北極海での、24時間体制の「カバーオール」作戦に従事していた。現地時間で1月23日から24日にかけての深夜に、給油を受けるため空中給油機とランデブーした。フックアップの間、給油機の乗組員はB-52Gの司令官W.S.Tulloch少佐に対し、B-52Gの右翼部分に、燃油の漏る穴が開いていることを忠告した。空中給油は取りやめとなり、地上の管制は問題についての報告を受けた。燃料の大部分を消費するまで、B-52Gは沿岸部を離れて空中待機をするように指示された。しかし、B-52Gが示された地点に到着したとき、操縦士は右翼の問題が悪化し、3分間で、17,000kgの燃油がすでに失われていることを報告する。B-52は直ちにゴールズボロの基地に戻り、着陸するよう指示を受けた。
航空基地へのアプローチのために高度3,000メートルまで降下した時点で、操縦士はもはや機体を制御することができなくなっていた。機長は乗組員に高度2,700メートルからの脱出を命じた。5人は脱出には成功したが、1人は着陸時までに死亡し、2人が衝突によって死亡した。B-52の第三操縦士Lt. Adam Mattocksは、射出座席を利用せず、機体の上部ハッチから無事に脱出することのできた唯一の者とされる。最終的に乗組員全員は、2発のマーク39核爆弾が搭載されていたB-52爆撃機を離れた。飛行機の残骸は、ゴールズボロの北約20kmにある非法人地域ファーロの、タバコ農園と綿花畑約5.2km²の土地を覆う形となった。
2〜2.5メガトンのマーク39核爆弾2発は、旋回して墜落するB-52から、高度610〜3,000mの間で脱落した。爆弾のうち1発で、4つの起爆装置のうちの3つはアクティブになっており、起爆用機器の装填など、起爆のために必要なステップの多くが実行に移されていた。致命的な状態だったが、地表まで30mのところで落下傘が開き、この落下傘のために核爆弾の地表衝突時の衝撃は弱まった。

## 核兵器の発掘
落下傘で降下した爆弾は、落下傘が木に引っかかり、完全な状態で発見された。爆弾処理のエキスパートであり当該爆弾の無効化の責任者でもあったJack ReVelleによると、起爆のための他のシーケンスを完了していたにもかかわらず、安全装置（arm/safe switch）は安全位（safe）にあったという。国防総省は当時、2つの起爆装置がアクティブ化されていなかったため、爆発の可能性はないと発言していた。当時の国防総省のスポークスマンは、United Press Internationalの記者Donald Mayに対し、爆弾は起爆可能な状態になく、したがって爆発する可能性はないと話している。軍事評論家であったDaniel Ellsbergは、高度機密資料を見た際に、安全装置（arm/safe switch）は爆発を防止する6つの装置のうちのひとつに過ぎないと指摘している。2013年にFreedom of Information Actの要求に応じ公開した情報においても、爆発が防がれたのは、ひとつのスイッチのためだったことが確認できる。
2発目の爆弾は、秒速310mの速さでぬかるんだ土地に沈み崩壊したが、爆弾内部にある通常型爆発物の爆発を伴わなかった。爆弾の尾部は地中6.1m地点から発見された。トリチウム瓶とプルトニウムを含む爆弾の各部は取り戻された。核兵器の歴史を研究するChuck Hansenによると、爆弾内部の高圧スイッチが閉じておらず、結果的に完全な起爆状態（fully arming）にならずに済んだものの、この爆弾は部分的に起爆可能な状態にあったという。
地表水の水位をコントロールできなくなったために、2発目の爆弾の発掘作業は断念された。ウラニウムを含む水爆の大部分が、当地に埋まったまま残されている。アメリカ陸軍工兵司令部が、爆弾の残骸の埋まった場所を含む120mの円形の地役権を購入した。ノースカロライナ大学チャペルヒル校は、爆弾の残骸の埋まっている深さを55m（誤差3m）と測定した。

## 分析
2011年、Lt. ReVelleは作家に爆発寸前にまで至った水爆のことについて「私見だが、あやうくノースカロライナを『ノースカロライナ湾』に変えてしまうところだった。もし爆発していたら、核爆発によって、アメリカ東岸の海岸線は完全に書き換わってしまっていただろう」と語った。また彼は、2発の爆弾にはそれぞれ広島型原爆の250倍を上回る量の破壊力があったといい、半径17マイル（約27.4km）の人間を100%殺傷するに十分な大きさであったとも述べている。2発の爆弾はどちらも、これまでの世界の歴史における核実験以外のすべての爆発、すなわちあらゆるTNT、火薬、通常爆弾、広島の原爆・長崎の原爆をすべてあわせたものをも上回るものだった可能性がある。
2013年、調査ジャーナリストのエリック・シュローサーはCommand and Controlという本を出版し、その中で彼はFreedom of Information Actの要請によって得られた1969年の機密文書を公開した。そのレポートの中で、サンディア国立研究所で核の安全についてのスーパーバイザーを務めるParker F. Jonesは、「ゴールズボロを再検証」と題して寄稿した。Jonesは「ひとつのシンプルな、ダイナモ技術の、低電圧のスイッチが、合衆国と破滅との間に立ちふさがった」と述べ、「この爆弾（マーク39 Mod2）のために、B-52による常時滞空任務には十分な安全性が保てなかった」と結論づけた。

## その後
2012年6月、ノースカロライナ州はEurekaにある墜落現場から4.8km北地点を歴史的地点として選出し、「Nuclear Mishap（核事故）」と題して記念した。